# Liste der denkmalgeschützten Objekte in Antiesenhofen
Die Liste der denkmalgeschützten Objekte in Antiesenhofen enthält die denkmalgeschützten, unbeweglichen Objekte der Gemeinde Antiesenhofen in Oberösterreich (Bezirk Ried im Innkreis).

## Denkmäler
| Foto |                 | Denkmal                                                                     | Standort                                            | Beschreibung | Metadaten |
| ---- | --------------- | --------------------------------------------------------------------------- | --------------------------------------------------- | --- | --- |
| ja   | Datei hochladen | Pfarrhof HERIS-ID: 90113 Objekt-ID: 104790                                  | Reichersberger Straße 3 Standort KG: Antiesenhofen  | | BDA-Hist.: Q37744885 Status: § 2a Stand der BDA-Liste: 2025-06-30 Name: Pfarrhof GstNr.: 3115 Pfarrhof Antiesenhofen                                                                      |
| ja   | Datei hochladen | Kath. Pfarrkirche hl. Ägidius und Friedhof HERIS-ID: 37561 Objekt-ID: 36752 | Reichersberger Straße 30 Standort KG: Antiesenhofen | Die Pfarrkirche Heiliger Ägidius findet 1084 erstmals urkundliche Erwähnung. Das gotische Langhaus ist einschiffig, zweijochig und sternrippengewölbt, die Mauern sind romanisch. Der einjochige Chor besitzt einen 5/8 Schluss. Der schlanke Westturm ist mit einer barocken Haube ausgeführt. Etwa um 1650 wurde der Hochaltar errichtet, in dessen Mitte sich die Statue des Heiligen befindet. In der nördlichen Vorhalle befinden sich ein romanischer Säulenkapitell mit Blattornamenten und Köpfen, der als Weihwasserbecken verwendet wird. | BDA-Hist.: Q21971312 Status: § 2a Stand der BDA-Liste: 2025-06-30 Name: Kath. Pfarrkirche hl. Ägidius und Friedhof GstNr.: .250, 3158 Pfarrkirche hl. Ägidius und Friedhof, Antiesenhofen |